# Berthild von Chelles
Berthild von Chelles (auch Bertila, Berthila, Bertille oder Bertilla)  (* um 630 in der Region von Soissons; † 705 in Chelles) war merowingische Ordensschwester und erste Äbtissin der Abtei Chelles.

## Leben
Über das Leben der Nonne und Äbtissin Berthild liegt die vermutlich im 8. Jahrhundert geschriebene Vita Bertilae Abbatissae Calensis vor.
Laut der Vita ist Berthild in der Provinz Soissons geboren worden und stammte von vornehmen Eltern ab. Bischof Audoin von Rouen soll sie zum Eintritt ins Kloster ermuntert haben und ihre Eltern stimmten dem Eintritt in die Abtei Jouarre zu. Zeitlich dürfte das in der Regentschaft von Königin Balthilde für ihren minderjährigen Sohn Chlothar III. gelegen haben, also nach etwa 657.
Bathilde gründete zwischen 658 und 660 die Abtei Chelles. Sie wurde in ihrer Regentschaft neben dem Hausmeier Ebroin von Bischof Audoin und von dem späteren Bischof Genesius von Lyon unterstützt. Zum Einflussbereich der Sippe des ersteren gehörte die Abtei Jouarre und der zweite soll der Königin Berthild als Äbtissin empfohlen haben. Die Berufung diente auch der Unterstützung der in Jouarre praktizierten „Mischregel“ aus der neueren, asketischeren von Columban von Luxeuil eingeführten Klosterregel des irofränkischen Mönchstums einerseits und der etablierten Benediktsregeln andererseits, die von den Nachfolgern Columbans im Kloster Luxeuil realisiert worden war und die Balthilde über ihre Neugründung in Chelles verbreiten half. Die neu entstehenden Klöster hatten große Anziehungskraft auf den fränkischen Adel und Bathilde ging nach ihrer Verbannung aus den Regierungsgeschäften 664 selbst als Nonne in ihre Neugründung Chelles.
Berthild soll 46 Jahre bis zu ihrem Tod als Äbtissin in Chelles gewirkt haben. Um 705 starb sie.
Laut der Vita soll Berthild ein vorbildhaftes und asketisches Leben geführt haben, was in Heiligenlexika ausführlich übernommen wurde.

## Nachleben
Sie ist eine Heilige in der katholischen Kirche, ihr Gedenktag ist der 5. November.
Judy Chicago widmete ihr eine Inschrift auf den dreieckigen Bodenfliesen des Heritage Floor ihrer Installation The Dinner Party. Die mit dem Namen Bertille beschrifteten Porzellanfliesen sind dem Platz mit dem Gedeck für Hrotsvit zugeordnet.